# Katrin Mattscherodt
Katrin Mattscherodt, née le 26 octobre 1981 à Berlin, est une patineuse de vitesse allemande.

## Palmarès
- Jeux olympiques
  -  Médaille d'or en poursuite par équipes aux Jeux olympiques d'hiver de 2010 de Vancouver